# مقاطعة بوانات
مقاطعة بوانات (بالفارسية: شهرستان بوانات) هي إحدى المقاطعات في محافظة فارس في إيران. مركز مقاطعة بوانات هو مدينة بوانات.